# Andrea Koch
Karina Andrea Koch Benvenuto (Santiago, 26 de abril de 1985) es una extenista chilena. Compite por el equipo chileno de Copa Billie Jean King.

## Dobles (2)

### Títulos
| Leyenda                 |
| Grand Slam (0)          |
| WTA Championships (0)   |
| Tier I (0)              |
| WTA Tour (0)            |
| ITF Women's Circuit (2) |

| N.º | Fecha               | Torneo     | Superficie | Pareja            | Oponentes en la final         | Resultado   |
| --- | ------------------- | ---------- | ---------- | ----------------- | ----------------------------- | ----------- |
| 1.  | 16 de julio de 2006 | Caracas    | Dura       | Betina Jozami     | María Irigoyen Flavia Mignola | 4-6 6-2 6-2 |
| 2.  | 7 de abril de 2008  | Los Mochis | Arcilla    | Vanesa Furlanetto | Indire Akiki Allie Will       | 6-0 7-5     |

## Televisión
En agosto de 2009 se integra al programa juvenil de Televisión Nacional de Chile, Calle 7, como concursante del equipo rojo donde debe competir en pruebas físicas para no ser eliminada. Koch aclaró que su entrada al programa no se trata de un retiro definitivo del tenis, sino que un alto en su carrera donde además desea ganar dinero para poder costear sus viajes a torneos.
El 7 de agosto del 2009 fue eliminada de la competencia.
Desde agosto de 2015 y tras su retiro del tenis profesional, es la conductora del programa Travel Tenis emitido por el canal CDO y ahora en Golf Channel y DirecTV Sports.